# トランザ
『トランザ』（Transa）は、ブラジル人ミュージシャン、カエターノ・ヴェローゾが1972年に発表した、ソロ名義では4作目のスタジオ・アルバム。1971年に亡命先のイギリスで録音され、ヴェローゾの帰国後にブラジル盤LPが発売された。

## 背景
ヴェローゾは1971年、ブラジルから呼び寄せたプレイヤーや在英ブラジル人ミュージシャンを従えてヨーロッパ・ツアーを行い、この時のツアー・バンドと共に本作を録音した。
「ナイン・アウト・オブ・テン（十中八九）」は、ロンドン滞在中に知ったレゲエのリズムをイントロとアウトロに取り入れた曲で、歌詞でもレゲエについて言及している。「トリスチ・バイーア（哀しみのバイーア）」は、グレゴリオ・ヂ・マトス（Gregório de Matos）が17世紀に残した詩「A Cidade de Bahia」を元にして作られた。「イッツ・ア・ロング・ウェイ（長き道のり）」は、ビートルズの曲「ザ・ロング・アンド・ワインディング・ロード」へのオマージュだが、ブラジルの伝統的な楽曲からの引用も含まれている。
「モラ・ナ・フィロゾフィーア（想いに宿るもの）」は、サンバ作曲家モンスエト・メネゼス(Monsueto)のカヴァーで、1966年にはヴェローゾの妹マリア・ベターニアによる録音が残されており、本作のヴァージョンはロック色の強いアレンジにより物議を醸した。
ブラジル初回盤LPのジャケットは3面開きの仕様だったが、再発盤は2面開きのジャケットに変更された。ヴェローゾは本作のブラジル発売と前後して、リオデジャネイロ市立劇場でジルベルト・ジルと共に帰国記念コンサートを行った。

## 評価・影響
『ローリング・ストーン・ブラジル』誌が選出した「ブラジル音楽の偉大なアルバム100」では10位にランク・イン。
Alvaro Nederはオールミュージックにおいて5点満点中4.5点を付け「1970年代のエレクトリック・ロック色が強く、ブラジルのリズムやパーカッション、ビリンバウのサウンド、そして彼自身のヴィオラォンの演奏も融合されている」と評している。『Sounds and Colours』の編集者ラス・スレイターは、本作をヴェローゾの最高傑作と位置付け、「ノスタルジーア」に関して「デヴェンドラ・バンハートが初期に発表した数枚のアルバムの雛形」と評している。また、クリストファー・ダンは自著『トロピカーリア ブラジル音楽を変革した文化的ムーヴメント』において「トロピカーリアのコラージュ美学をさらに過激にした音楽的試み」と評している。
ザ・マジック・ナンバーズは、2012年発売のトリビュート・アルバム『A Tribute to Caetano Veloso』において、本作収録曲「ユー・ドント・ノウ・ミー（君は僕を知らない）」をカヴァーした。

## 収録曲
特記なき楽曲はカエターノ・ヴェローゾ作。
1. ユー・ドント・ノウ・ミー（君は僕を知らない） - "You Don't Know Me" - 3:49
2. ナイン・アウト・オブ・テン（十中八九） - "Nine Out of Ten" - 4:58
3. トリスチ・バイーア（哀しみのバイーア） - "Triste Bahia" (Caetano Veloso, Gregório de Mattos) - 9:47
4. イッツ・ア・ロング・ウェイ（長き道のり） - "It's a Long Way" - 6:07
5. モラ・ナ・フィロゾフィーア（想いに宿るもの） - "Mora na Filosofia" (Monsueto Menezes, Arnaldo Passos) - 6:16
6. ニオリシック・マン（新石器時代人） - "Neolithic Man" - 4:55
7. ノスタルジーア - "Nostalgia (That's What Rock'n Roll Is All About)" - 1:22

## 参加ミュージシャン
- カエターノ・ヴェローゾ - ボーカル、ギター
- ジャルズ・マカレー - ギター、アレンジ
- モアシール・アルブケルキ - ベース
- トゥッチ・モレーノ - ドラムス、パーカッション
- アウレオ・ヂ・ソウザ - ドラムス、パーカッション